# Altkatholische Kirche der Mariaviten
| Altkatholische Kirche der Mariaviten | Altkatholische Kirche der Mariaviten                                           |  |
| ------------------------------------ | ------------------------------------------------------------------------------ |  |
|                                      |                                                                                |  |
| Basisdaten                           |                                                                                |  |
| Fläche:                              | ca. 312.700 km² (ohne Provinz Frankreich)                                      |  |
| Mitgliedschaft:                      | Utrechter Union (seit 1924 ruhend)                                             |  |
| Leitender Bischof:                   | Jarosław Maria Jan Opala                                                       |  |
| Diözesen:                            | Warschau-Płock Schlesien-Łódź Lublin-Podlaska angegliedert: Provinz Frankreich |  |
| Priester:                            | 27 (in Polen, Stand: 2018) (davon 20 im aktiven Dienst)                        |  |
| Pfarrgemeinden:                      | 32                                                                             |  |
| Filialgemeinden:                     | 23                                                                             |  |
| Gläubige:                            | 22.849 (in Polen, Stand: 2018)                                                 |  |
| Bistum Warschau-Płock                |                                                                                |  |
| Bischof:                             | Jarosław Maria Jan Opala                                                       |  |
| Pfarrer:                             | 5                                                                              |  |
| Pfarrgemeinden:                      | 9                                                                              |  |
| Filialgemeinden:                     | 6                                                                              |  |
| Bistum Schlesien-Łódź                |                                                                                |  |
| Bischof:                             | Michał Maria Ludwik Jabłoński                                                  |  |
| Weihbischof:                         | Piotr Maria Bernard Kubicki Zdzisław Maria Włodzimierz Jaworski                |  |
| Pfarrer:                             | 8                                                                              |  |
| Pfarrgemeinden:                      | 14                                                                             |  |
| Filialgemeinden:                     | 5                                                                              |  |
| Bistum Lublin-Podlaska               |                                                                                |  |
| Bischof:                             | Michał Maria Ludwik Jabłoński                                                  |  |
| Pfarrer:                             | 7                                                                              |  |
| Pfarrgemeinden:                      | 9                                                                              |  |
| Filialgemeinden:                     | 12                                                                             |  |
| Französische Provinz                 |                                                                                |  |
| Bischof:                             | Marie André Le Bec                                                             |  |
| Koadjutorbischof:                    | Tomasz Maria Daniel Mames                                                      |  |
| Bischof:                             | Marie Roland Fleury (Bischof der Normandie)                                    |  |
| Pfarrer:                             | 9                                                                              |  |
| Pfarrgemeinden:                      | 4                                                                              |  |
| Kathedrale:                          | Tempel der Barmherzigkeit & Liebe                                              |  |
| Offizielle Website:                  | www.mariawita.pl                                                               |  |

Die Altkatholische Kirche der Mariaviten (Kościół Starokatolicki Mariawitów w RP) ist eine selbstständige altkatholische Kirche in Polen und in Frankreich.

## Geschichte
Die Kongregation der Mariaviten wurde ab November 1906 als „geduldete Sekte“ von der Duma legalisiert und 1909 später als eigenständige Kirche anerkannt. Im Jahr 1906 zählten die Mariaviten 50.000–60.000 Mitglieder, 1907 vierzig Priester und ca. 100.000 Gläubige. Die Massenkonversion ist ein Ergebnis der Auseinandersetzung mit Rom. Bei den Mariaviten hatte jedes Mitglied Mitbestimmungsrechte.
Um die ärgste Not in ihrem Heimatland zu lindern, gründeten die Mariaviten mehrere hundert Armenküchen, Bibliotheken, Druckereien, Geschäfte, Hospize, Kindergärten, Schulen, Waisenhäuser, sogar Sparkassen und Webereien. Auch bauten sie Kirchen. 1911 beendeten sie den Bau der Hauptkirche in Płock, die von ihnen Tempel der Liebe und Barmherzigkeit genannte Kathedralkirche.
Ihr erster Generalminister Jan Maria Michał Kowalski, später „Vater Michael“ genannt, wurde 1909 in Utrecht durch den altkatholischen Erzbischof Gerardus Gul von Utrecht zum Bischof geweiht. 1921 verstarb die Ordensgründerin, die von den Gläubigen liebevoll Mateczka (Mütterchen) genannt wurde.
Die Einführung sogenannter „mystischer Ehen“ zwischen Priestern und Nonnen im Jahr 1924 führte zur Suspension der Mitgliedschaftsrechte in der Utrechter Union der Altkatholischen Kirchen. Durch die Öffnung des Priestertums für Frauen 1929 entfernte sie sich noch weiter vom damaligen katholischen Konsens; auch innerhalb der Mariaviten kam es zu einer Spaltung. Im Oktober 1934 forderten viele Amtsträger die Rücknahme der Neuerungen. In der Generalversammlung vom 29. Januar 1935 endete schließlich die Einheit der Mariaviten mit der Abwahl Kowalskis. Dieser Schritt, der mit 1 Kor 7,23  begründet wurde, führte zur Rücknahme aller als schwärmerisch geltenden Neuerungen, die Kowalski eingeführt hatte. Kowalski seinerseits sammelte seine Anhängerschaft in dem Dörfchen Felicjanów und gründete die Katholische Kirche der Mariaviten.

## Gegenwart
Die Altkatholische Kirche der Mariaviten gehört zu den Gründungsmitgliedern des Polnischen Ökumenischen Rates und ist seit den 1960er Jahren Mitglied im Weltkirchenrat. Sie ist darüber hinaus seit 1997 durch eine bilaterale Kommission im Dialog mit der römisch-katholischen Kirche.
Im Bereich der Theologie, insbesondere der Sakramententheologie, hat sie – mit Ausnahme der Dogmen des Ersten Vatikanums – die römisch-katholischen Lehre bewahrt. Von ihren Frömmigkeitsformen ist sie, wie in Polen bis heute üblich, traditionell katholisch geprägt, d. h. die Anbetung des Allerheiligsten Sakrament des Altares und die Verehrung der ohne Erbsünde empfangenen Gottesmutter Maria stehen im Zentrum ihres Glaubens. Seit 1906 wird die heilige Messe in der Volkssprache gefeiert; der Form nach ist sie bis heute „tridentinisch“.
In Frankreich gibt es eine Provinz der Altkatholische Kirche der Mariaviten. Sie hat etwa 10.000 Mitglieder in vier Pfarreien (zwei in Paris, eine in Toulouse und eine in der Normandie). Der Oberbischof der in Frankreich lebenden Gläubigen ist André Le Bec.
Seit 2008 führt sie mit der Internationalen Altkatholischen Bischofskonferenz der Utrechter Union Gespräche um eine Wiederaufnahme der Mitgliedschaft. Der Forderung, über den Weg einer Fusion mit der Polnisch-Katholischen Kirche in die Utrechter Union zu gelangen, stehen jedoch verschiedene Hindernisse entgegen. Nicht zuletzt sind es der Stolz auf eine über hundertjährige Geschichte und auf die Entbehrungen und Opferbereitschaft ihrer Gläubigen und Märtyrer, die sowohl unter dem nationalsozialistischen Terror als auch unter der kommunistischen Diktatur gelitten haben, während die Polnisch-Katholische Kirche in der Zeit des Kommunismus auch Phasen staatlicher Förderung erfuhr, so dass dieses historisch gewachsene Misstrauen bis heute nicht vollständig ausgeräumt werden konnte. Andererseits existieren verschiedene Formen der Kooperation, z. B. in Form von gegenseitiger sporadischer Aushilfe in der Seelsorge oder Teilnahme an der heiligen Kommunion. Seit 2009 wurde der leitende Bischof der Mariaviten für fünf Jahre als Gast zu den Sitzungen der Internationalen Altkatholischen Bischofskonferenz eingeladen. Während dieser Zeit wurde der Dialog intensiviert, um dann die Frage nach einer Mitgliedschaft stellen zu können.
Am 1. April 2014 endete der ökumenische Dialog der Altkatholischen Mariavitenkirche mit der Utrechter Union Altkatholischer Kirchen. Letztendlich entschied sich die altkatholische Mariavitenkirche nicht für eine Vollmitgliedschaft in der Organisation.
Am 17. Februar 2024 wurde außerdem beschlossen, die eigenständige Gemeinschaft der Kirche der Heiligen Jungfrau Maria in Mont-Saint-Aignan (alias: Église vieille-catholique romaine lub Église apostolique de France) in die altkatholische Mariavitenkirche aufzunehmen.

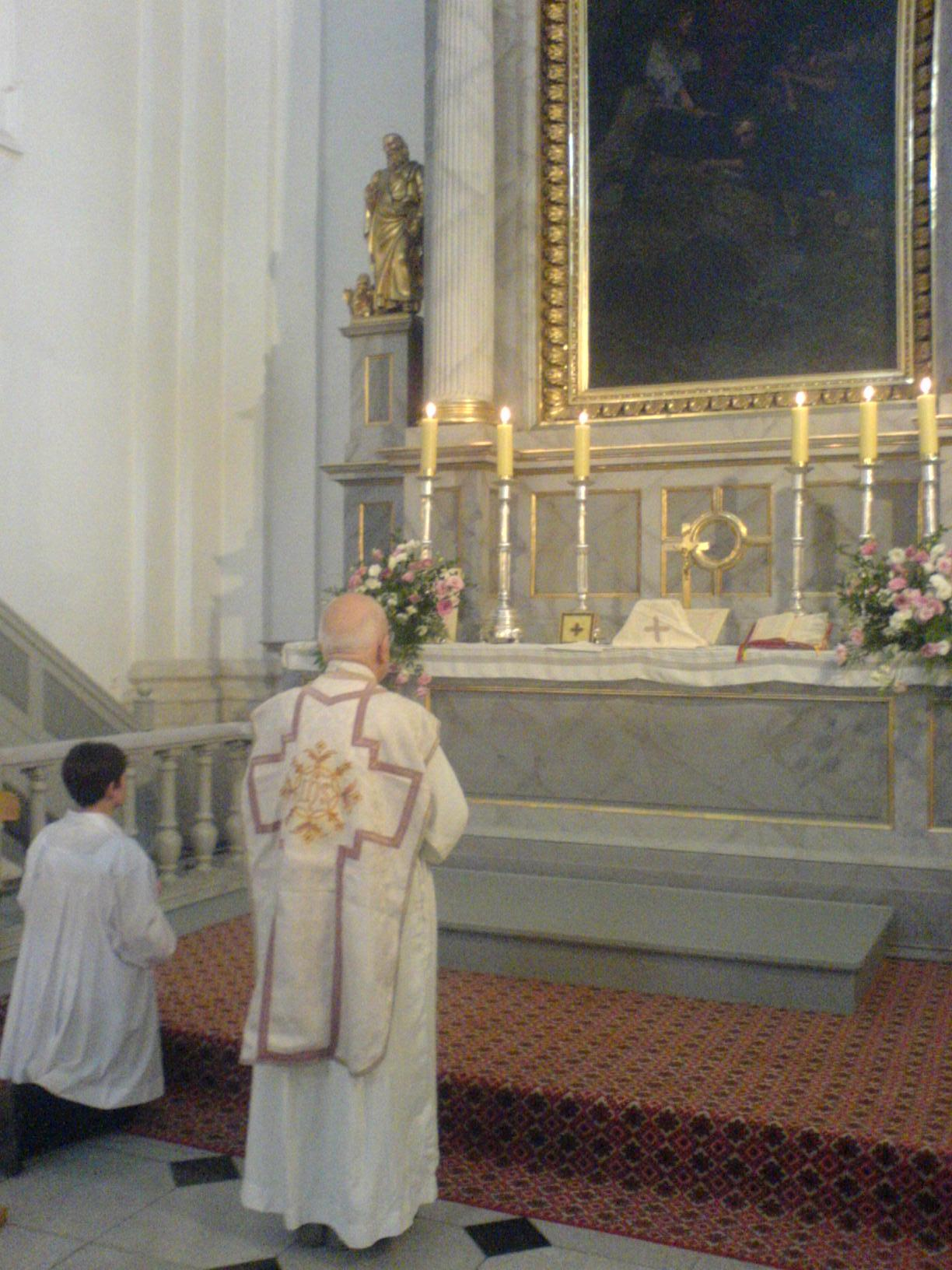
Mariavitischer Priester mit Ministrant
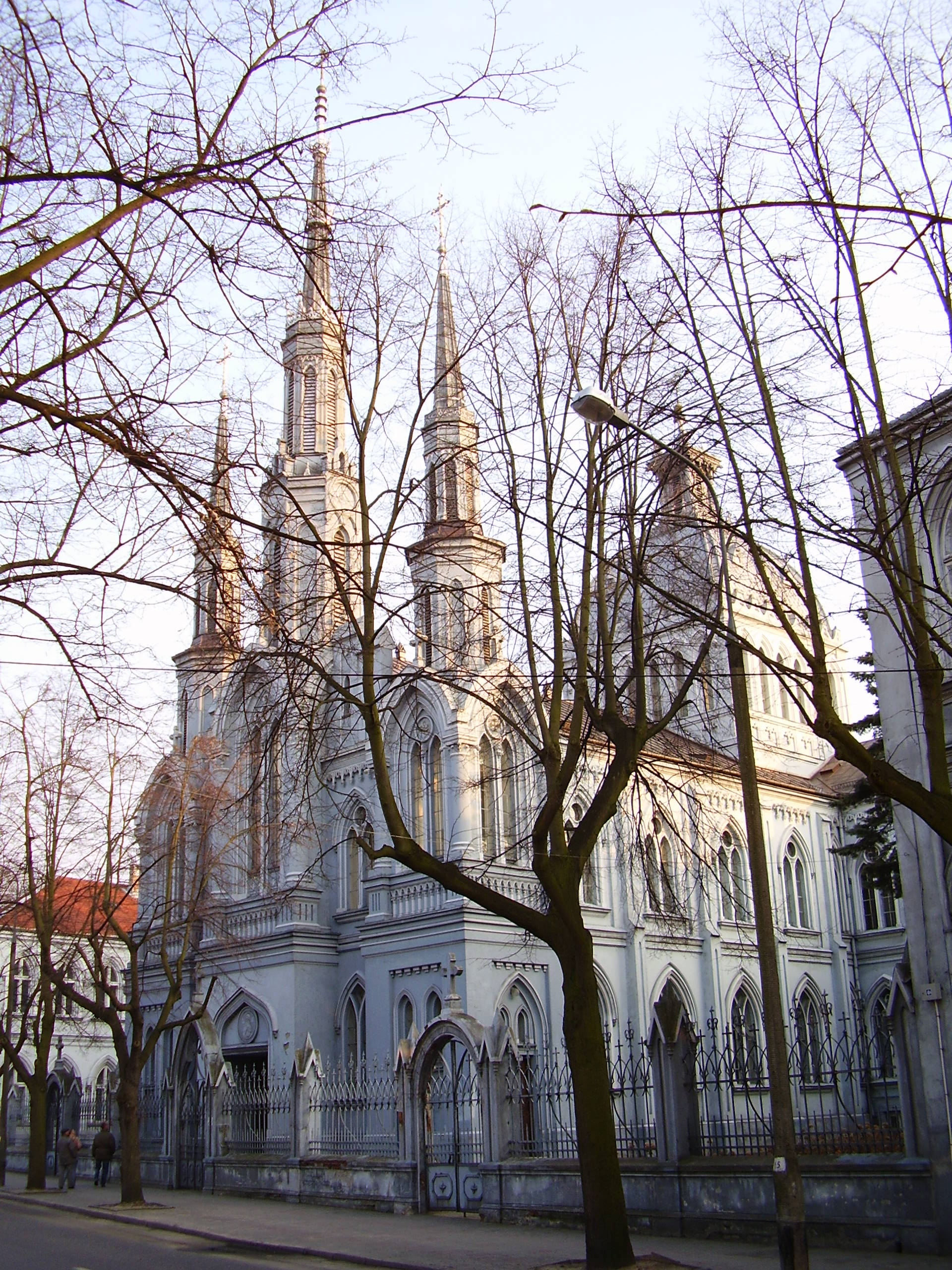
Kathedralkirche in Płock (Außenansicht)
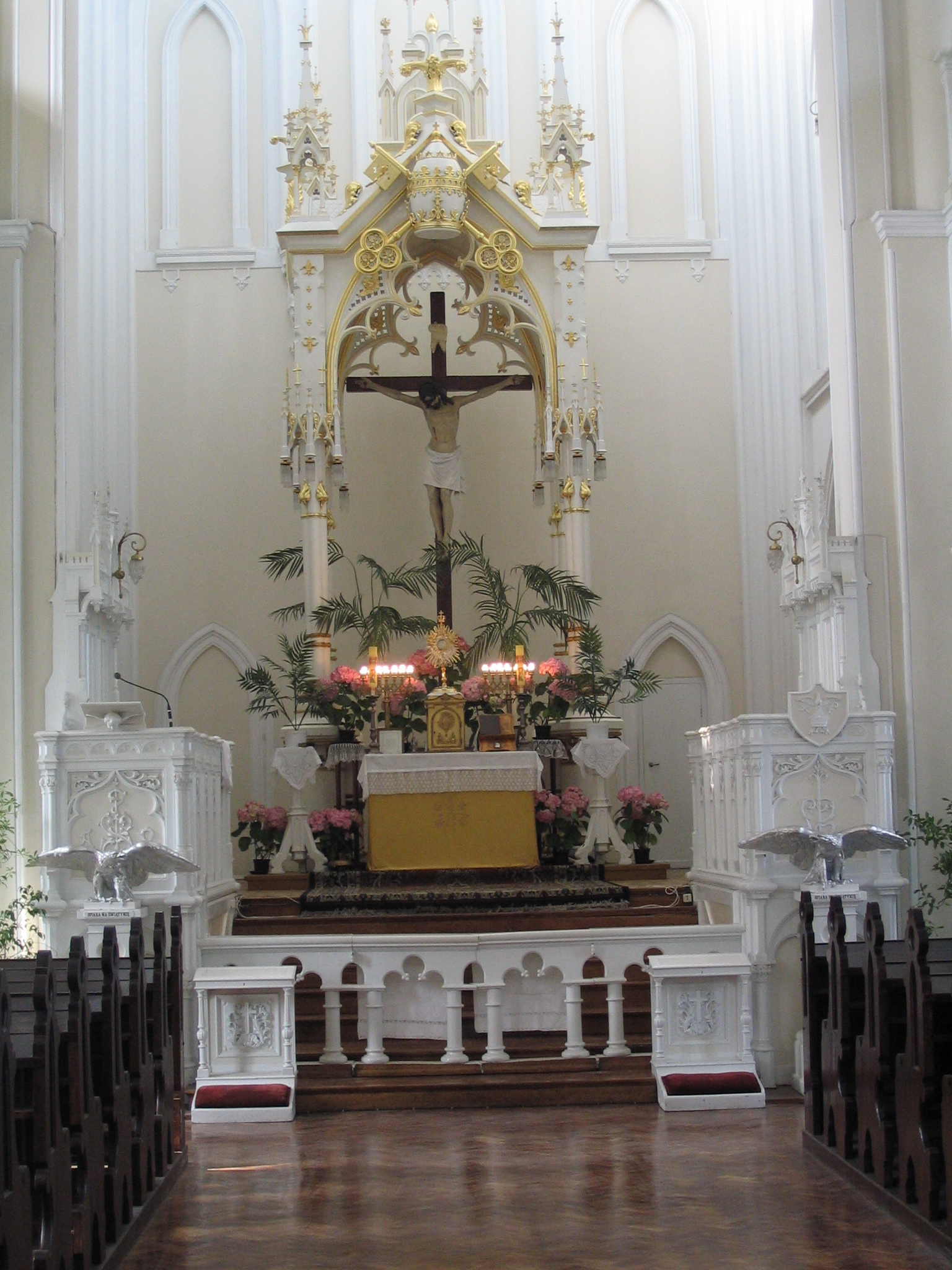
Kathedralkirche in Płock (Blick auf den Hochaltar)
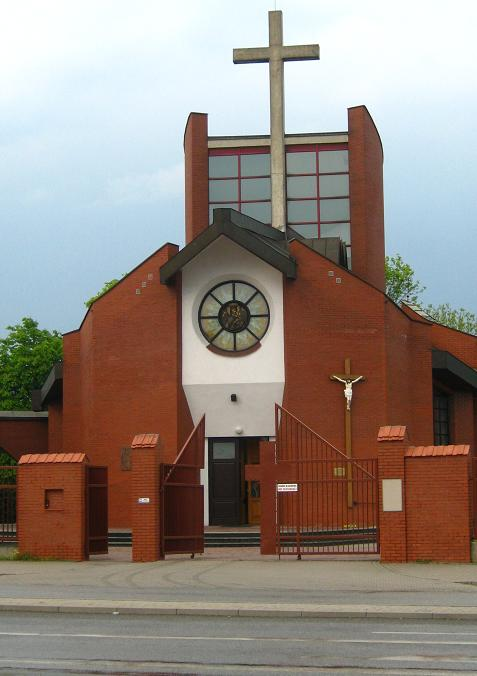
Pfarrkirche der AKK der Mariaviten in Warschau
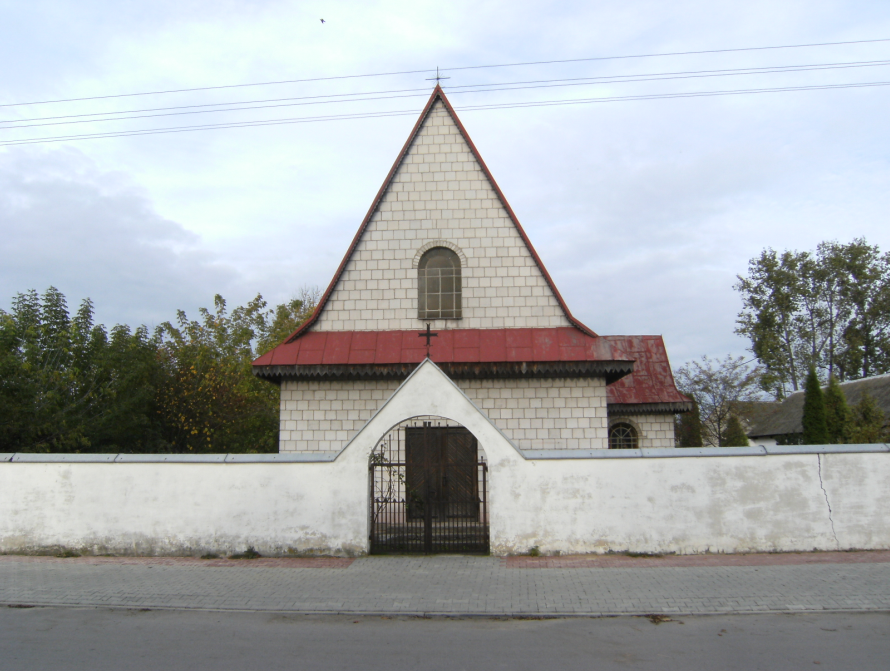
Pfarrkirche der AKK der Mariaviten in Wierzbica
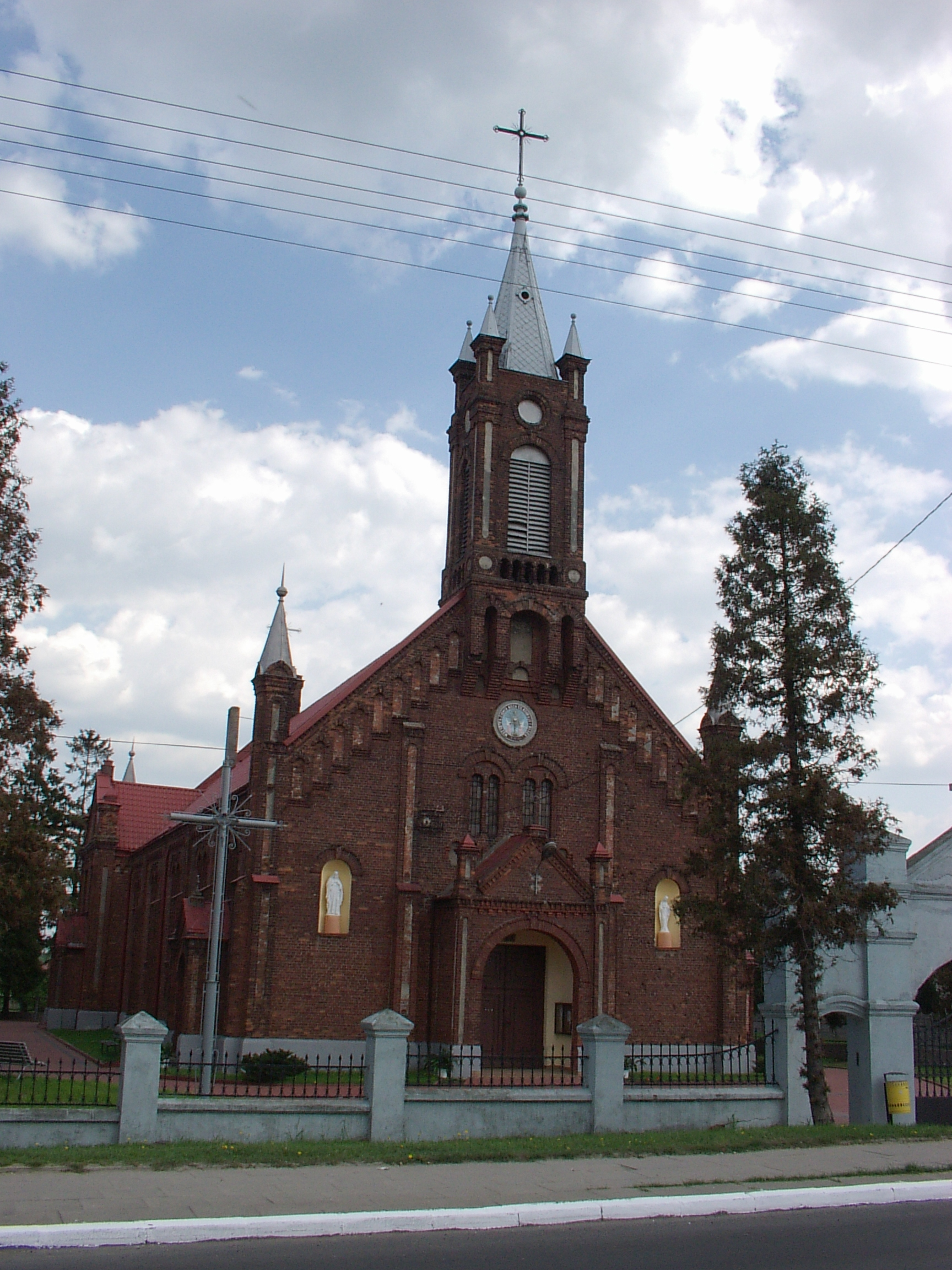
Pfarrkirche St. Anna und Martin in Stryków
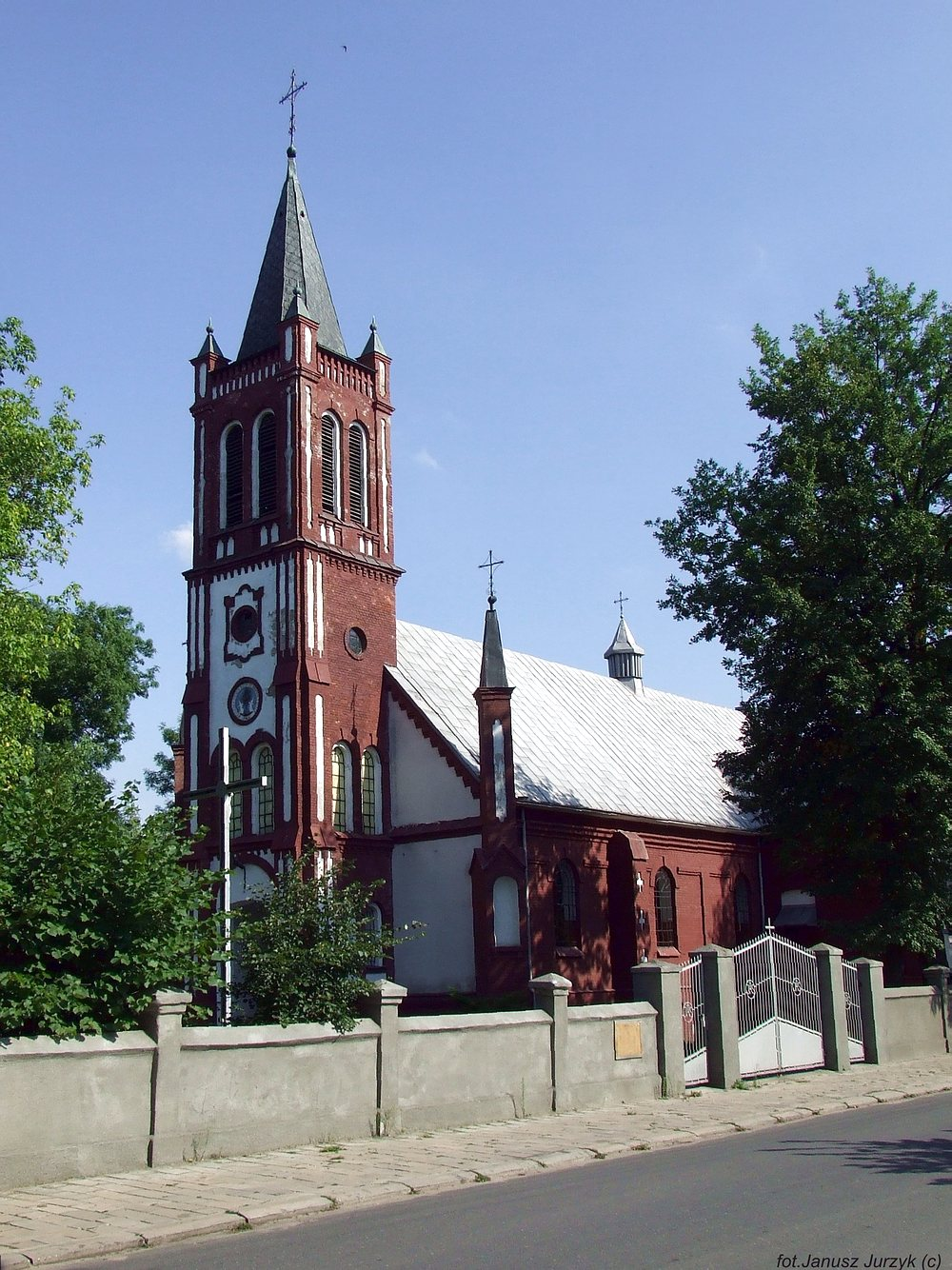
Pfarrkirche St. Johannes Baptist in Cegłów
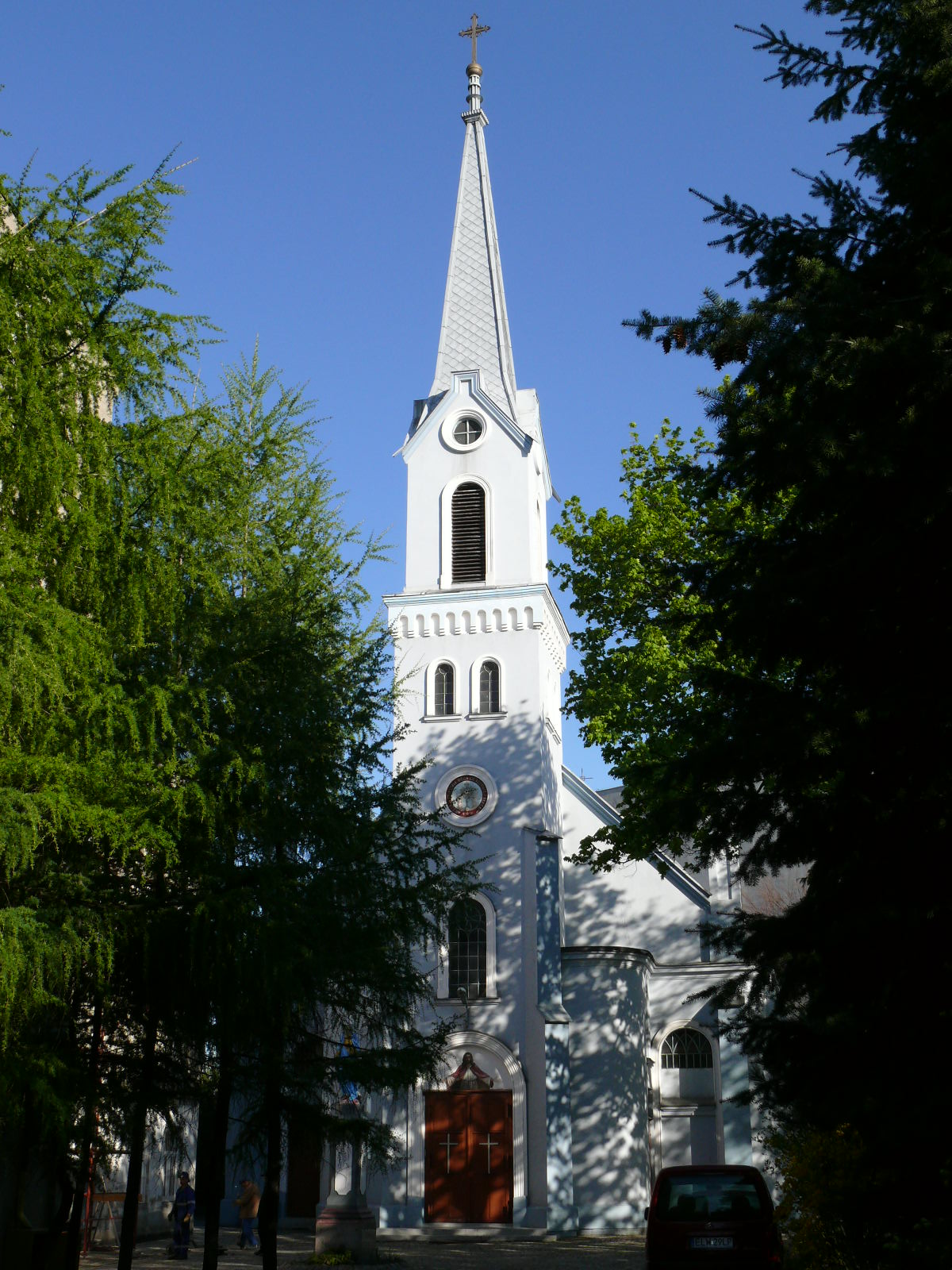
Pfarrkirche St. Franziskus in Łódź

## Leitende Bischöfe der Altkatholischen Kirche der Mariaviten in Polen
- 1909–1935 Jan Maria Michał Kowalski (* 25. Dezember 1871; † 26. Mai 1942 im KZ Dachau-Hartheim)
- 1935–1942 Klemens Maria Philipp Feldmann (* 24. März 1885; † 15. Juni 1971)[10]
- 1945–1953 Roman Maria Jakub Próchniewski (* 29. Februar 1872; † 13. Februar 1954)
- 1953–1957 Wacław Maria Bartłomiej Przysiecki (* 10. Dezember 1878; † 27. Januar 1961)
- 1957–1965 Jan Maria Michał Sitek (* 23. Oktober 1906; † 24. November 1970)
- 1965–1972 Wacław Maria Innocenty Gołębiowski (* 8. Juni 1913; † 2. August 1985)
- 1972–1995 Stanisław Maria Tymoteusz Kowalski (* 25. Oktober 1931; † 8. August 1995)
- 1995–2007 Zdzisław Maria Włodzimierz Jaworski (* 2. Januar 1937)
- 2007–2015 Michał Remigiusz Maria Ludwik Jabłoński (* 19. Dezember 1950)
- 2015–2023 Marek Maria Karol Babi (* 10. Mai 1975)
- ab 2023 Jarosław Maria Jan Opala (* 4. Mai 1967)

Alle Mariaviten tragen den zusätzlichen Vornamen „Maria“.